# Wetzel (Familienname)
Wetzel ist ein deutscher Familienname, der durch Migration deutscher Namensträger auch in angrenzenden Ländern auftrat und inzwischen weltweit anzutreffen ist (so z. B. Vorkommen im südlichen Chile sowie den USA.).

## Herkunft und Bedeutung
Der Name Wetzell, Wetzel, Wezel, Wezzelius, Veccelius, Vueccelius ist ursprünglich ein weitverbreiteter mittelhochdeutscher Vorname. Bei dem Namen Wetzel handelt es sich um eine Kurz-, Kose- oder zusammengezogene Form von Werner. Der Name Werner ist ein deutscher Rufname. Er stellt eine Zusammenziehung der althochdeutschen Worte „werin“ (Volksname der Warnen) und „heri“ („Heer“) dar. Erscheinungsformen sind um das Jahr 1000 Wazilin, im Jahr 1260 Wetzelin(us) sowie im Jahr 1410 Weczil.

## Verbreitung

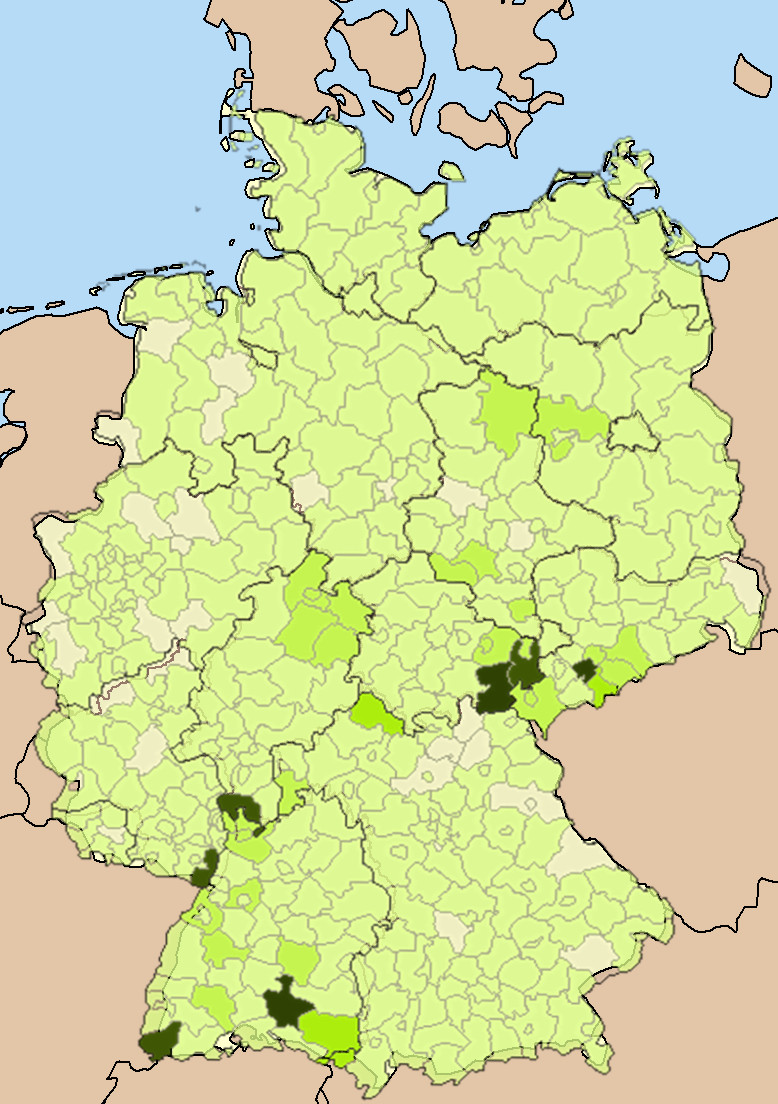
Relative Verteilung des Familiennamens Wetzel in Deutschland

Der Nachname Wetzel ist ein in Deutschland überdurchschnittlich häufiger Nachname. In den angrenzenden gemischtsprachlichen und deutschsprachigen Regionen Frankreichs und der Schweiz tritt er jedoch ebenso auf wie in Ländern, die zeitweise stark von deutschen Einwanderern geprägt waren (wie z. B. USA oder Chile).

### Deutschland
Der Familienname Wetzel belegt im Jahr 2015 den 374. Rang der häufigsten Familiennamen in Deutschland. Wenn man das Auftreten des Familiennamens ins Verhältnis zur Bevölkerungsdichte setzt, ergibt sich eine spezifische Häufigkeitsverteilung des Familiennamens Wetzel in der Gesamtbevölkerung. Sein Hauptverbreitungsgebiet hat der Familienname Wetzel in einem Bogen vom Bodensee über das westliche Baden-Württemberg, südliche Hessen, nördliche Bayern bis ins Vogtland und Erzgebirge.

#### Sachsen-Thüringen
- Ein sehr hohes Vorkommen findet sich auch im Landkreis Stollberg mit erhöhten Werten in den angrenzenden Kreisen Annaberg, Stadt Chemnitz, Mittlerer Erzgebirgskreis sowie dem Landkreis Freiberg.
- Ein besonders hohes Vorkommen befindet sich im Vogtland. Hier liegt das Hauptvorkommen im Landkreis Greiz sowie im Saale-Orla-Kreis mit noch erhöhten Werten in den angrenzenden Landkreisen: Stadt Jena, Saale-Holzland-Kreis, Stadt Plauen sowie im Vogtlandkreis.

#### Sachsen-Anhalt und Brandenburg
- Im südlichen Sachsen-Anhalt unweit der sächsisch-thüringischen Vorkommen findet sich ein leicht erhöhtes Vorkommen noch in den Landkreisen Weißenfels, Sangerhausen und Mansfelder Land.
- Auch im nördlichen Sachsen-Anhalt findet sich ein stärkeres Auftreten des Familiennamens Wetzel im Landkreis Stendal.
- Daran schließen sich im Brandenburgischen die Landkreise Havelland und Potsdam-Mittelmark an, in denen ebenfalls ein leicht erhöhtes Auftreten zu verzeichnen ist.

#### Hessen-Kassel
- In Hessen-Kassel zeigt sich noch eine erhöhte Dichte des Familiennamens Wetzel um Kassel, namentlich in der Stadt Kassel sowie den angrenzenden Landkreisen Kassel, Schwalm-Eder, Hersfeld-Rotenburg sowie dem Werra-Meißner-Kreis. Dies korrespondiert mit dem Einzugsgebiet der Familienstämme Wetzel (Grebenstein) und Wetzel (Niederthalhausen), deren gemeinsame Wurzeln teilweise unterstellt, jedoch nur schwach belegt sind.

#### Franken
- Südwestlich von Hessen-Kassel findet sich Landkreis Rhön-Grabfeld ein erhöhtes Vorkommen.
- Im westlichen Franken befindet sich der Landkreis Miltenberg, der ein erhöhtes Vorkommen aufweist. Dieses ist jedoch bereits im Zusammenhang mit den Vorkommen in Nordbaden, Südhessen und der südlichen Pfalz zu sehen.

#### Nördliches Baden-Württemberg, Südhessen und südliche Pfalz
Im südhessischen Landkreis Bergstraße liegt ein Hauptvorkommen des Familiennamens Wetzel, das im angrenzenden Stadtkreis Heidelberg sowie im Rhein-Neckar-Kreis noch leicht erhöht ist. Unweit davon ist im Landkreis Germersheim gleich ein weiteres Hauptvorkommen zu finden, das in die unweit davon zu findende Landkreise Rastatt, Enzkreis und Freudenstadt ausstrahlt. Von hier ist es nicht mehr weit zu den Namensvorkommen im Elsass.

#### Südliches Baden-Württemberg, Bodensee und südliches Bayern
Im südlichen Baden-Württemberg sind schließlich zwei weitere Siedlungsschwerpunkte von Wetzelstämmen zu finden. Der eine Stamm hat sein Zentrum im Landkreis Sigmaringen mit einer extremen Konzentration des Familiennamens Wetzel, die noch in den angrenzenden Landkreis Reutlingen und insbesondere die Landkreise Ravensburg und Landkreis Lindau (Bodensee) ausstrahlt. Der letzte zentrale Siedlungsraum liegt im Landkreis Lörrach. Zwischen diesen Zentren findet sich noch eine leicht erhöhte Konzentration im Schwarzwald-Baar-Kreis. Auch in der deutschsprachigen Schweiz finden sich verschiedene Vorkommen.

## Varianten
- Wetzell
- Wezel

## Familienstämme (nach Ursprung)
Die Familienstämme sind in den jeweiligen Kirchenbüchern nachgewiesen und in Genealogien teilweise online veröffentlicht (siehe z. B. in den Onlinedatenbanken Gedebas, Geneanet oder Wikitree). Die Ursprungsorte stellen die früheste urkundlich nachweisbare geografische Herkunft dar.

### A
- Wetzel (Aesch) im Kanton Basel-Landschaft / Schweiz[5]
- Wetzel (Altdorf) aus Württemberg[6]
- Wetzel von Arbing (Ministerialen) aus Oberösterreich[7]

### B
- Wetzel (Basel) im Kanton Basel-Stadt in der Schweiz[8]

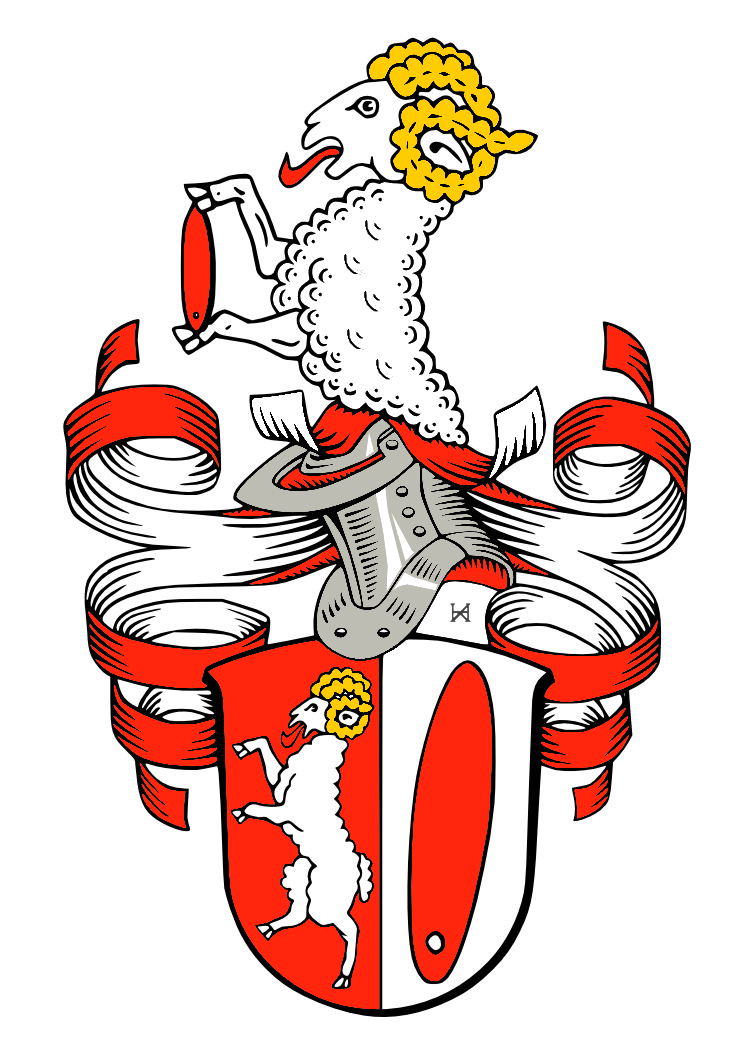
Wappen derer von Klinski-Wetzel

- v. Klinski-Wetzel (Berlin) aus einer Namen- und Wappenvereinigung der Geschlechter von Rautenberg-Klinski und Wetzel (Niederthalhausen)[9]
- Wetzel (Biblis) im Kreis Bergstraße in Hessen-Darmstadt
- Wetzel (Blackfoot), in der Blackfoot Indian Reservation in Glacier County, Montana / USA.[10][11]
- Wetzel (Burnhaupt-le-Bas) im Département Haut-Rhin in der Region Elsass / Frankreich

### C

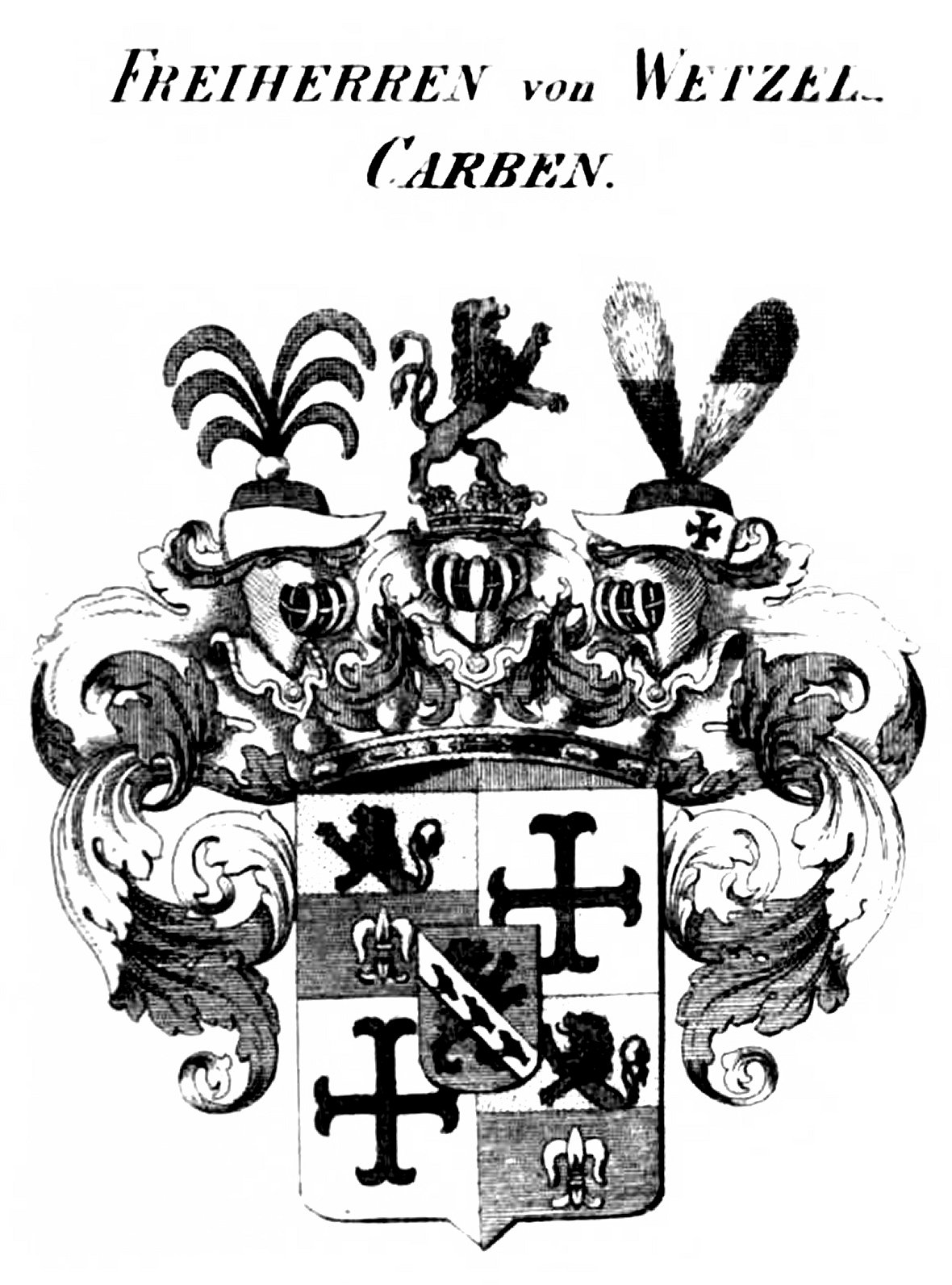
Wappen der v. Wetzel gen. v. Carben

- Reichsfreiherr v. Wetzel genannt v. Carben, Adelsgeschlecht aus Hessen[12]
- Wetzel (Colmar) im Département Haut-Rhin in der Region Elsass / Frankreich

### D
- Wetzel (Dingelstädt) im Landkreis Eichsfeld
- Wetzel (Dittersdorf) in der Stadt Lößnitz im Erzgebirgskreis in Sachsen

### E
- Wetzel (Ensheim) im Landkreis Alzey-Worms, Rheinland-Pfalz

### G
- Wetzel (Gernsheim) im Kreis Groß-Gerau, Hessen-Darmstadt
- Wetzel(l) (Grebenstein) aus Hessen-Kassel[13]
- Wetzel (Grenzach) in Baden[14]
- Wetzel (Groß Tychow), polnisch Tychowo, im heutigen Powiat Białogardzki der Woiwodschaft Westpommern in Polen

### H
- Wetzel (Hereford) im Berks County in Pennsylvania / USA[15]

### I
- Wetzel (Illfurth) im Département Haut-Rhin in der Region Elsass / Frankreich.

### K
- Wetzel (Kuppenheim) im Landkreis Rastatt in Baden-Württemberg

### L
- Wetzel (Longswamp) im Lehigh County in Pennsylvania / USA[16]
- Wetzel (Ludwigstal), heute Karla Libknechta/Карла Лібкнехта bei Mariupol / Ukraine[17]

### N

Wappen der Wetzel (Niederthalhausen)

- Wetzel (Niederthalhausen) in der Gemeinde Ludwigsau im Nordosten Hessens im Landkreis Hersfeld-Rotenburg, seit ca. 1850 auch im südlichen Chile[18]
- Wetzel (Niederfrohna) im Landkreis Zwickau in Sachsen[19]
- Wetzel (Nussbaum) in Neulingen im Enzkreis (Baden-Württemberg)
- Wetzel (Nordheim) in der Gemeinde Biblis im Kreis Bergstraße in Hessen-Darmstadt[20]

### P
- Wetzel (Pockau) im Erzgebirgskreis in Sachsen

### R
- Wetzel (Ribeauvillé) im Département Haut-Rhin in der Region Elsass / Frankreich
- Wetzel (Rhinow) im Landkreis Havelland in Brandenburg[21]

### S
- Wetzel (Salsitz) in der Gemeinde Kretzschau im Burgenlandkreis in Sachsen-Anhalt[22]

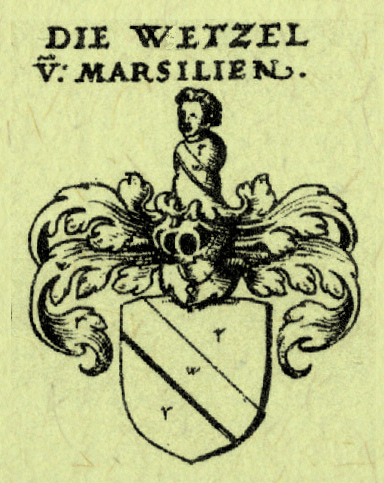
Wappen der Wetzel v. Marsilien (Straßburg)

- Wetzel v. Marsilien (Adelsgeschlecht) aus Straßburg im Elsass / Frankreich[23]
- Wetzel (Schurow), polnisch Skórowo, in der Woiwodschaft Pommern in Polen

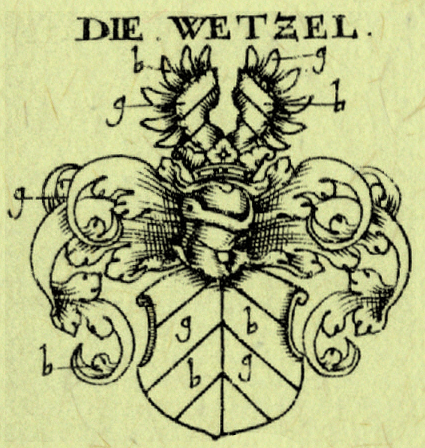
Wappen der Wetzel (Schwäbisch Hall)

- Wetzel (Schwäbisch Hall) im Landkreis Schwäbisch Hall in Baden-Württemberg, Salzsieder und Ratsherren[24]
- Wetzel (Sieversdorf) im Landkreis Ostprignitz-Ruppin im Nordwesten Brandenburgs
- Wetzel (Singling) in der Gemeinde Gros-Réderching im Departement Moselle, Region Lothringen / Frankreich

### T
- Wetzel (Thamsbrück) in der Stadt Bad Langensalza im Unstrut-Hainich-Kreis in Thüringen

### W
- Wetzel (Wattenheim) im Landkreis Bad Dürkheim in Rheinland-Pfalz
- Wetzel (Wheeling Creek) im Marshall County in West Virginia / USA (später auch in Ohio / USA)[25]
- Wetzel (Wildberg) im Landkreis Calw, Baden-Württemberg

### Z
- Wetzel (Zwönitz) im Erzgebirgskreis in Sachsen
- Wetzel (Zürich) in der Schweiz[26]

## Namensträger (nach Vornamen)

### A
- Adalbert Wetzel (1904–1990), deutscher Unternehmer und Fußballfunktionär
- Albert Wetzel (1852–1923), deutscher Geistlicher und Politiker, MdR
- Albrecht Wetzel (1880–1947), deutscher Psychiater
- Arno Wetzel (1890–1977), deutscher Zoologe und Hochschullehrer
- August Wetzel (1850–1907), deutscher Bibliothekar und Historiker

### B
- Bonnie Wetzel (1926–1965), US-amerikanische Jazzmusikerin

### C
- Christian Wetzel (Bildhauer) (* 1954), deutscher Bildhauer
- Christian Wetzel (Musiker) (* 1963/1964), deutscher Oboist und Hochschullehrer
- Christian Wetzel (Mediziner) (Christian H. R. Wetzel; * 1966), deutscher Physiologe und Hochschullehrer
- Christian Wetzel (Physiker) (Christian M. Wetzel), Physiker und Hochschullehrer
- Christine Wetzel, deutsche Kunstturnerin
- Christoph Wetzel (Autor) (1944–2020), deutscher Kunsthistoriker und Autor
- Christoph Wetzel (Künstler) (* 1947), deutscher Maler, Bildhauer, Restaurator und Hochschullehrer
- Constance Wetzel (* 1965), deutsche Schauspielerin
- Courtney Wetzel (* 1989), US-amerikanische Fußballspielerin

### D
- Daniel Wetzel (* 1969), deutscher Theater- und Hörspielregisseur (Rimini Protokoll)
- Detlef Wetzel (* 1952), deutscher Gewerkschafter
- Dietrich Wetzel (1936–2006), deutscher Soziologe und Politiker (Bündnis 90/Die Grünen)

### E
- Edmund Wetzel (* 1907), deutscher Richter
- Elisabeth Wetzel (1907–1994), deutsche Widerstandskämpferin
- Emery Wetzel (1907–1988), US-amerikanischer Generalleutnant der US Air Force
- Erhard Wetzel (Ernst Wetzel; 1903–1975), deutscher Jurist und Rassenideologe
- Ernst Wetzel (SA-Mitglied) (1891–1966), deutscher SA-Führer
- Ernst Wetzel (Archivar) (1936–2015), Schweizer Archivar
- Ernst Jakob Wetzel (1887–1969), deutscher Politiker (CDU)

### F
- Frank Wetzel (* 1965), deutscher Verwaltungsjurist und Ministerialbeamter
- Franz Heinrich August Wetzel (1809–nach 1863), deutscher Arzt und Politiker, MdL
- Franz Xaver Wetzel (1849–1903), Schweizer Geistlicher und Buchautor
- Friedrich Wetzel (Politiker) (1903–1959), deutscher Politiker (KPD) und Widerstandskämpfer
- Friedrich Wetzel (SS-Mitglied) (1909–1986), deutscher SS-Hauptsturmführer
- Friedrich Gottlob Wetzel (1779–1819), deutscher Schriftsteller
- Fritz Wetzel (1894–1982), deutscher Fußballspieler

### G
- Georg Wetzel (1871–1951), deutscher Anatom
- Gertrud Wetzel (Politikerin) (1914–1994), deutsche Politikerin (SPD)
- Gertrud Angelika Wetzel (1934–2011), deutsche Grafikerin, Medailleurin und Bildhauerin
- Gina Wetzel (* 1985), deutsche Comiczeichnerin

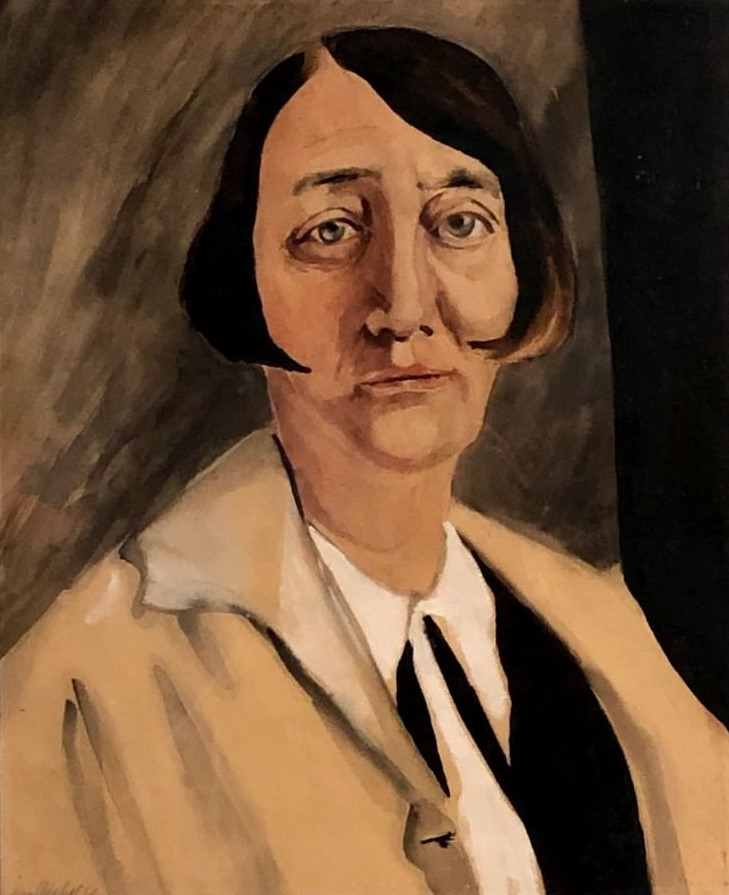
Ines Wetzel, deutsche Malerin, Selbstporträt (1930)

- Günter Wetzel (Politiker) (1922–2018), deutscher Politiker (SPD, CDU)
- Günter Wetzel (Prähistoriker) (* 1942), deutscher Prähistoriker

### H
- Hanns Wetzel (1904–1985), deutscher Zeitungsverleger und Herausgeber
- Hans Wetzel (Mathematiker) (1925–2012), deutscher Mathematiker
- Hans Wetzel (Leichtathlet) (* 1933), deutscher Langstreckenläufer
- Hans-Peter Wetzel (1950–2025), deutscher Politiker (FDP/DVP)
- Heike Wetzel, deutsche Flötistin
- Heinrich Wetzel (1818–1871), deutscher Ministerialrat
- Heinz Wetzel (Maler) (1858–1913), deutscher Maler und Graphiker
- Heinz Wetzel (1882–1945), deutscher Architekt
- Hermann H. Wetzel (* 1943), deutscher Romanist, Germanist und Hochschullehrer

### I
- Ines Wetzel (1872–1938), deutsche Malerin

### J

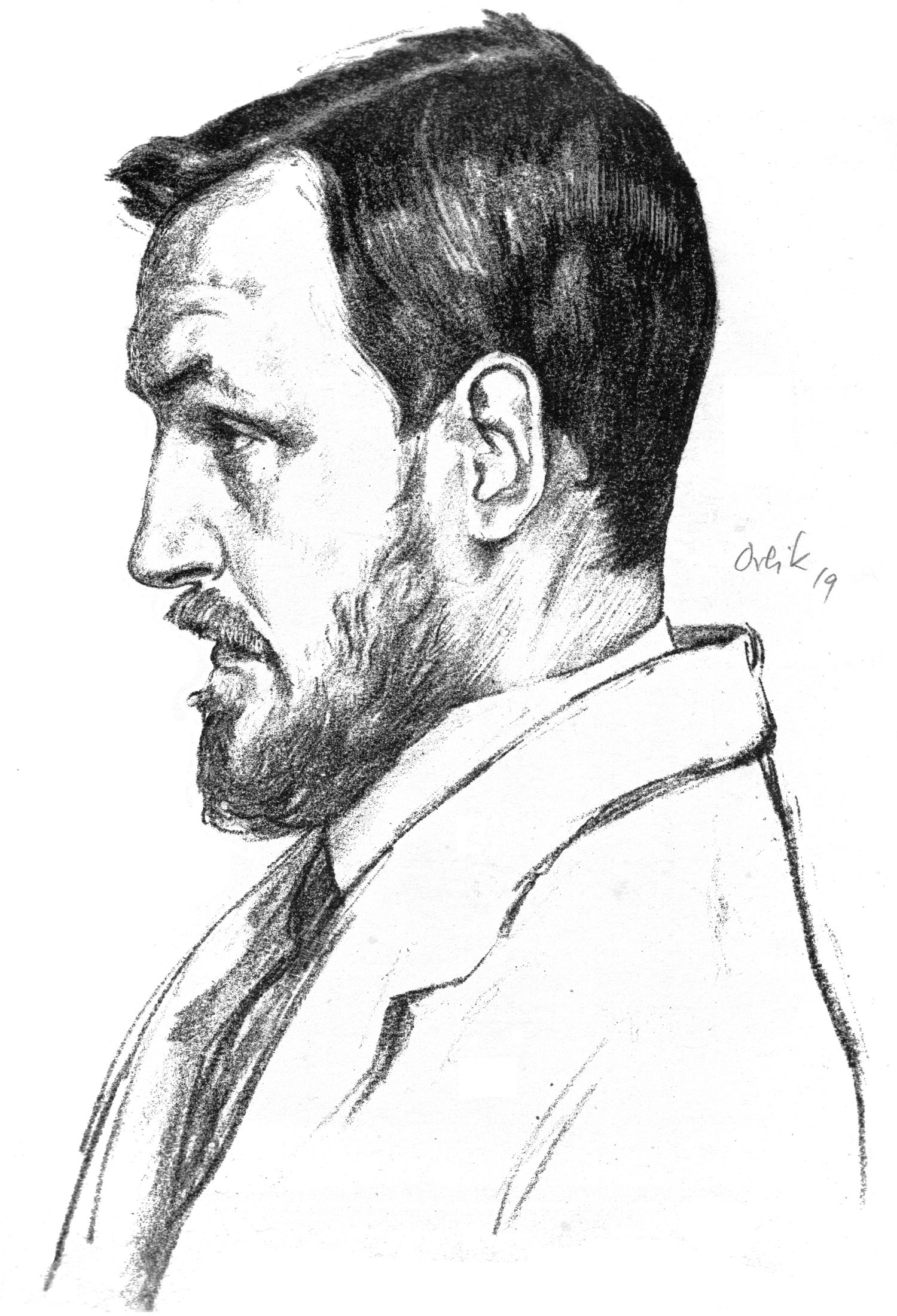
Justus Wetzel, deutscher Komponist und Pädagoge

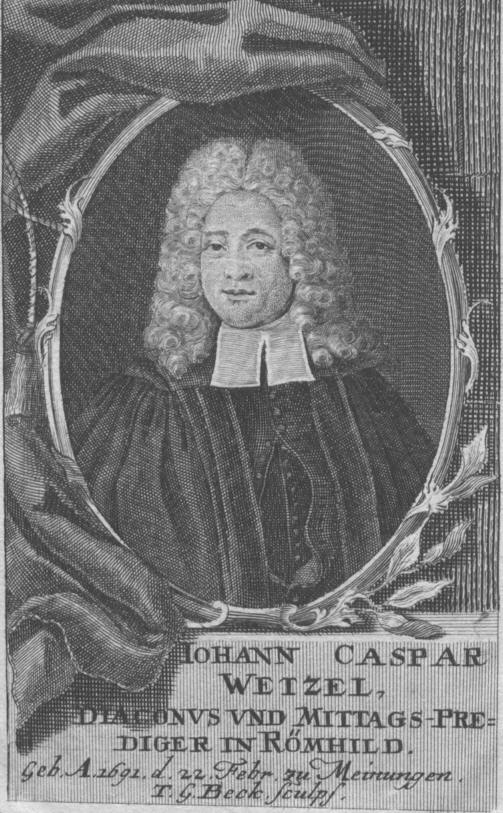
Johann Wetzel, deutscher Theologe

- Jake Wetzel (* 1976), kanadischer Ruderer
- Johann Wetzel (Übersetzer), Schweizer Übersetzer
- Johann Wetzel (Theologe) (1570–1641), deutscher lutherischer Theologe und Superintendent
- Johann Wetzel (Baumeister) (1798–1880), deutscher Baumeister
- Johann Adam von Wetzel (?–1720), österreichischer Feldzeugmeister
- Johann Christian Friedrich Wetzel (1762–1810), deutscher Philologe
- Johann Jakob Wetzel (1781–1834), Schweizer Maler und Zeichner
- Johann Kaspar Wetzel (auch Johann Caspar Wezel; 1691–1755), deutscher evangelischer Theologe, Hymnologe und Kirchenlieddichter
- Johann Ludwig Wetzel (1736–1808), deutscher Bibliothekar
- Johannes Wetzel (Buchdrucker) (2. Hälfte des 16. Jahrhunderts), deutscher Buchdrucker
- Johannes Wetzel (Architekt) (1926–2006), deutscher Architekt
- John Wetzel (Mathematiker) (John Edwin Wetzel; * 1932), US-amerikanischer Mathematiker und Hochschullehrer
- John Wetzel (Basketballspieler) (* 1944), US-amerikanischer Basketballspieler
- John Wetzel (Footballspieler) (* 1991), US-amerikanischer American-Football-Spieler
- Juliane Wetzel (* 1957), deutsche Historikerin
- Jürgen Wetzel (1938–2022), deutscher Historiker und Archivar
- Justus Heinrich Wetzel (1701–1771), deutscher Theologe und Rektor
- Justus Hermann Wetzel (1879–1973), deutscher Komponist, Schriftsteller und Pädagoge

### K
- Karl Wetzel (Botaniker) (1893–1945), deutscher Botaniker und Hochschullehrer
- Karl Friedrich Gottlob Wetzel (1779–1819), deutscher Schriftsteller, siehe Friedrich Gottlob Wetzel
- Kersten Wetzel (* 1961), deutscher Politiker (CDU), MdV, MdB
- Klaus Wetzel (Jurist) (1921–1999), deutscher Jurist
- Klaus Wetzel (* 1952), deutscher Missionswissenschaftler
- Klaus Wetzel, deutscher Schrotthändler, siehe Schrott Wetzel
- Koe Wetzel (* 1992), US-amerikanischer Country-/Rocksänger

### L

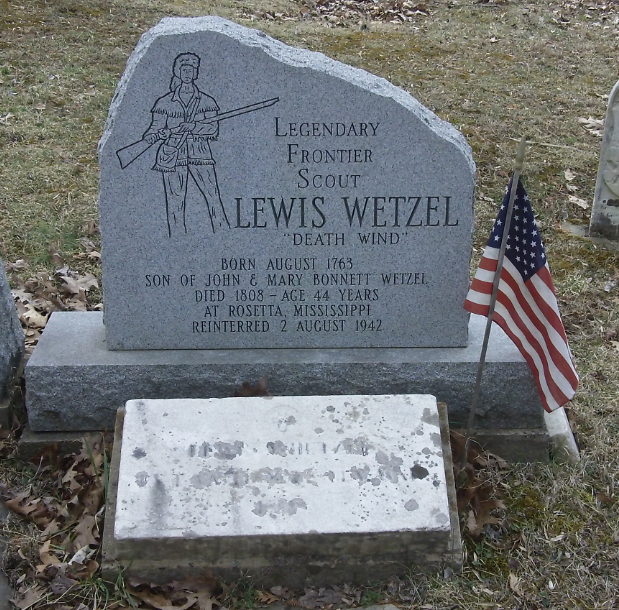
Grab des Lewis Wetzel, amerikanischer Indianerkämpfer

- Lewis Wetzel (1752–1808), amerikanischer Indianerkämpfer und Trapper

### M
- Maike Wetzel (* 1974), deutsche Schriftstellerin und Filmemacherin
- Manfred Wetzel (Politiker) (* 1929), deutscher Politiker (SPD), Mitglied des Abgeordnetenhauses von Berlin
- Manfred Wetzel (Philosoph) (* 1936), deutscher Philosoph und Hochschullehrer
- Margrit Wetzel (1950–2021), deutsche Politikerin (SPD)
- Marianna von Klinski-Wetzel (* 1939), deutsche Autorin von regionalgeschichtlichen Werken
- Martin Wetzel (Orgelbauer) (1794–1887), Schreiner und Orgelbauer, seit 1827 Inhaber der Silbermannschen Werkstätten in Straßburg
- Martin Wetzel (Philologe) (1851–1902), deutscher Klassischer Philologe und Lehrer
- Martin Wetzel (1929–2008), deutscher Bildhauer und Grafiker
- Miriam Wetzel (* 1980), deutsche Installationskünstlerin
- Michael Wetzel (Literaturwissenschaftler) (* 1952), deutscher Literatur- und Medienwissenschaftler
- Michael Wetzel (Historiker) (* 1975), deutscher Historiker
- Michael Wetzel (Triathlet), deutscher Triathlet

### N
- Niklas Wetzel (* 1996), deutscher Schauspieler

### O
- Otto Wetzel (Paläontologe) (1891–1971), deutscher Mikropaläontologe
- Otto Wetzel (Politiker) (1905–1982), deutscher Politiker (NSDAP, NPD)

### P
- Paul A. Wetzel, US-amerikanischer Biomediziner und Hochschullehrer
- Peter Wetzel, Künstlername Spidi (1966–2018), Schweizer Clown
- Peter Rudolf Wetzel (* 1934), Manager bei Asea Brown Boveri, Professor für Management, Autor
- Philipp Wetzel (* 1985), Schweizer Eishockeyspieler

### R
- Ralph M. Wetzel (1917–1984), US-amerikanischer Zoologe
- Ray Wetzel (1924–1951), US-amerikanischer Jazzmusiker
- Renate Wetzel (* 1949), deutsche Politikerin (SED, PDS)
- Robert Wetzel (Mediziner) (1898–1962), deutscher Anatom, Anthropologe und Prähistoriker
- Robert Wetzel (Handballspieler) (* 1990), deutscher Handballtorwart
- Robert G. Wetzel (1936–2005), US-amerikanischer Limnologe
- Robert L. Wetzel (1930–2022), US-amerikanischer Militär, General der US Army
- Roland Wetzel (* 1965), Schweizer Kunsthistoriker und Kurator
- Rolf Wetzel (* 1921), deutscher Politiker (SED) und Versicherungsfunktionär
- Rudi Wetzel (1909–1992), deutscher Journalist
- Rudolf Wetzel (1895–1983), deutscher Veterinärmediziner
- Rudolf Wetzel (Maler) (1921–1990), deutscher Maler
- Ruth Wetzel-Steinwedel (* 1948), deutsche Juristin und Richterin

### S
- Siegfried Wetzel (* 1949), deutscher Politiker (CDU), MdV, MdL
- Susanne Wetzel, deutsche Informatikerin
- Sylvia Wetzel (* 1949), deutsche Feministin und Buddhistin

### T
- Theo Wetzel (* 1932), deutscher Biologe, Phytopathologe und Hochschullehrer
- Theodor Wetzel (1899–1969), Schweizer Maler und Bildhauer
- Tom Wetzel (* 1991), deutscher Handballspieler

### U
- Ulrich Wetzel (* 1956), deutscher Fernsehrichter

### W
- Walter Wetzel (1887–1978), deutscher Mikropaläontologe
- Walter Wetzel (Unternehmer) (1897–nach 1970), deutscher Fabrikant und Firmengründer (Druckwalzen)
- Wilfred Wetzel (1904–1970), US-amerikanischer Physiker und Hochschullehrer
- Wilhelm Wetzel (General) (1888–1964), deutscher General der Infanterie
- Wilhelm Wetzel (Politiker) (1902–1976), deutscher Kommunalpolitiker und Oberbürgermeister von Lüneburg
- Wolf Wetzel (Künstler) (1931–2010), deutscher Maler und Materialkünstler
- Wolf Wetzel (* 1956), deutscher Autor, Journalist und Publizist
- Wolfgang Wetzel (Statistiker) (1921–2004), deutscher Wirtschaftswissenschaftler und Hochschullehrer
- Wolfgang Wetzel (Politiker) (* 1968), deutscher Politiker (Bündnis 90/Die Grünen), MdB